# فینال جام حذفی فوتبال انگلستان ۱۹۶۱
فینال جام حذفی فوتبال انگلستان ۱۹۶۱، رقابت پایانی جام حذفی فوتبال انگلستان در سال ۱۹۶۱ میلادی است که مابین دو تیم باشگاه فوتبال تاتنهام و باشگاه فوتبال لستر سیتی در ورزشگاه ومبلی لندن برگزار شده‌است.
این مسابقه که در تاریخ ۶ مه ۱۹۶۱ انجام شده‌است با نتیجه ۲ بر ۰ به سود تیم باشگاه فوتبال تاتنهام به پایان رسید.